# Wassili Nikolajewitsch Kolomojez
Wassili Nikolajewitsch Kolomojez (russisch Василий Николаевич Коломоец, ukrainisch Василь Миколайович Коломоєць; * 30. November 1918 in Schowti Wody, Gouvernement Jekaterinoslaw, Sowjetrussland; † 12. Oktober 1986 ebenda) war ein ukrainischer Offizier der Sowjetarmee und Held der Sowjetunion.

## Biografie
Wassili Kolomojez entstammte einer Arbeiterfamilie aus Schowti Wody. 1938 schloss er sein Studium an der Akademie der Montanwissenschaften ab.
Im Jahr 1939 wurde er in die Rote Arbeiter- und Bauernarmee eingezogen. 1940 absolvierte er seine Ausbildung an der Schule der Luftstreitkräfte in Sewastopol. Ab Februar 1942 kämpfte er in den Großverbänden der Westfront: der Kalininer Front, der Zentralfront und der 2. Weißrussischen Front. Er wurde zum Oberleutnant befördert und im März 1943 zum Befehlshaber des 49. Jagdfliegerregiments der Roten Armee ernannt. Danach beteiligte er sich an der Panzerschlacht um Kursk, an der Befreiung der Ukraine, Weißrusslands und Polens und an den letzten Kämpfen um Berlin. Zudem wurde er zum Hauptmann befördert.
Bis Oktober 1944 hatte Kolomojez 365 Einsätze und 65 Luftkämpfe hinter sich. Per Dekret des Präsidiums des Obersten Sowjets wurde Kolomojez am 23. Februar 1945 der Titel Held der Sowjetunion für „Mut und Heldentum im Luftkampf gegen die deutsch-faschistischen Invasoren“ verliehen. Darüber hinaus erhielt er den Leninorden, den Alexander-Newski-Orden, zweimal den Rotbannerorden, den Orden des Vaterländischen Krieges I. Klasse sowie den Orden des Roten Sterns.
Im Jahr 1950 absolvierte Kolomojez eine Ausbildung an der Militärakademie der Luftstreitkräfte „J. A. Gagarin“ und wurde zum Oberst befördert. 1957 wurde er aus der Armee entlassen und kehrte nach Schowti Wody zurück, wo er bei dem Unternehmen VostGOK arbeitete und 1986 starb.
Am Gebäude eines Luftsportverbandes in Kriwoi Rog ist eine Kolomojez gewidmete Gedenktafel angebracht.